# Plateau du Rio Grande

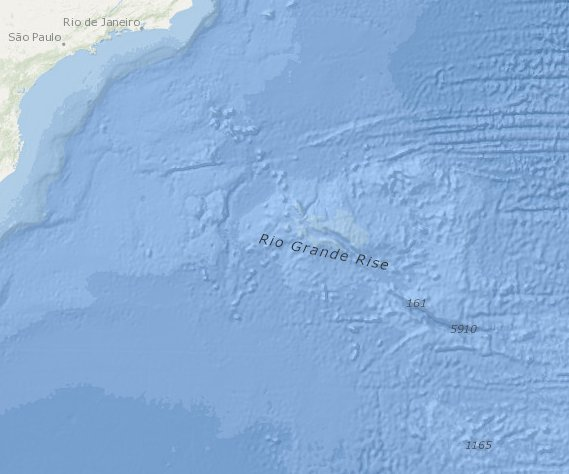
Le Plateau du Rio Grande sépare les bassins du Brésil (au nord) et de l'Argentine (au sud) et est séparé du seuil de Vema et de la plaine de Santos (à l'ouest) par le canal de Vema et de la dorsale médio-atlantique par le canal Hunter (à l'est).

Le Plateau du Rio Grande, également appelé Plateau de Bromley, est une crête océanique asismique située dans le sud de l'océan Atlantique, au large des côtes du Brésil. Tout comme la dorsale de Walvis, au large de l'Afrique, le Plateau du Rio Grande forme une structure en forme de V, constituée de points chauds et de chaînes de monts sous-marins, répartis au travers de l'Atlantique Sud. En 2013, des scientifiques brésiliens annoncent avoir trouvé des roches granitiques sur le Plateau du Rio Grande et émettent l'hypothèse qu'il pourrait s'agir des restes d'un continent submergé, qu'ils appellent « l'Atlantide brésilienne » ; des conclusions cependant sujettes à controverse.

### Sources
- W. A. Berggren et Crowell, J. C, Climate in Earth History, Washington D.C., National Academy Press, coll. « Studies in Geophysics », 1982, 118–125 p., « Role of ocean gateways in climatic change »
- T. D. Frank et M. A. Arthur, « Tectonic forcings of Maastrichtian ocean‐climate evolution », Paleoceanography, vol. 14, no 2,‎ 1999, p. 103–117 (DOI 10.1029/1998PA900017 , Bibcode 1999PalOc..14..103F, lire en ligne)
- C. Mourer-Chauviré, R. Tabuce, M. Mahboubi, M. Adaci et M. Bensalah, « A Phororhacoid bird from the Eocene of Africa », Naturwissenschaften, vol. 98, no 10,‎ 2011, p. 815–823 (PMID 21874523, DOI 10.1007/s00114-011-0829-5, Bibcode 2011NW.....98..815M)
- J. M. O'Connor et R. A. Duncan, « Evolution of the Walvis Ridge‐Rio Grande Rise Hot Spot System: Implications for African and South American Plate motions over plumes », Journal of Geophysical Research: Solid Earth, vol. 95, no B11,‎ 1990, p. 17475–17502 (DOI 10.1029/jb095ib11p17475, Bibcode 1990JGR....9517475O, lire en ligne, consulté le 16 mai 2015)
- W. W. Sager, « Scientific Drilling in the South Atlantic: Rio Grande Rise, Walvis Ridge and surrounding areas », U.S. Science Support Program Workshop Report,‎ 2014 (lire en ligne, consulté le 16 mai 2015)
- Ken Than, « Lost Land Found by Scientists », National Geographic News,‎ 11 mai 2013 (lire en ligne [archive du 30 avril 2019], consulté le 6 août 2023)
- W. Zenk et E. Morozov, « Decadal warming of the coldest Antarctic Bottom Water flow through the Vema Channel », Geophys. Res. Lett., vol. 34, no 14,‎ 2007, p. L14607 (DOI 10.1029/2007GL030340, Bibcode 2007GeoRL..3414607Z, lire en ligne)